# Gastó de Montcada i de Cardona
Gastó de Montcada i de Cardona   (segle XV - 26 d'agost de 1515) va ser un noble de la casa de Montcada, pare del primer comte d'Aitona.
Membre de la branca valenciana de la casa de Montcada. Va ser el fill segon de Pere Ramon de Montcada i de Vilaragut, senyor d'Aitona, Seròs i Mequinensa, i de Beatriu de Cardona, filla del senyor de Guadalest.
Sembla que inicialment se l'havia orientat a la carrera eclesiàstica, perquè consta que abans d'heretar el seu germà gran Joan, va ser clergue a Tortosa. Tanmateix, després, va casar-se amb la pubilla Àngela Beneta de Tolsà i de Ripoll, senyora de les baronies de Beniarjó, Palma i Ador, que es casava en segones noces. Aquest fet va suposar la incorporació de les esmentades baronies, ubicades a l'horta de Gandia, a la casa d'Aitona. La parella va tenir tres fills, Joan, que va heretar els estats de la casa de Montcada per mort del seu oncle sense descendència, i que eventualment va esdevenir primer comte d'Aitona, Pere i Guillem Ramon.
Es conserva una escultura orant d'alabastre que formava part d'un sepulcre, que actualment es conserva al Museu de Belles Arts de València, tradicionalment identificada com a Gastó de Montcada. El sepulcre indica que va morir el 26 d'agost de 1515, tot i que altres fonts situen la seva mort uns anys abans, el 1510, i d'altres més tard, el 1523.